# Lacht
Lacht was de tweede Nederlandstalige Belgische digitale televisiezender van de groep Concentra - vanaf juli 2016 van Medialaan - naast Acht. Lacht was van start gegaan op 16 juli 2013. De zender werd verdeeld door Telenet en Proximus in de betalende pakketten. 
De zender bracht sitcoms, satire en stand-upcomedy, vandaar ook de naam. De meeste programma's waren al te zien op Acht.

## Geschiedenis
Lacht startte met uitzenden in de zomer van 2013. De hele zomerperiode was de zender gratis te bekijken voor alle klanten van Telenet digital tv. Vanaf 23 september 2013 werd de zender opgenomen in de betalende paketten. Vanaf de zomer van 2014 was de zender ook beschikbaar bij Proximus TV (toen nog Belgacom TV)
In 2016 kocht Medialaan (nu DPG Media) Acht over van Concentra en kreeg zo ook Lacht in handen. Op 15 september 2016 trok Medialaan de stekker uit de zender.

## Tijdlijn
Geschiedenis van de Vlaamse televisie